# Streptocarpus inflatus
Streptocarpus inflatus är en tvåhjärtbladig växtart som beskrevs av Brian Laurence Burtt. Streptocarpus inflatus ingår i släktet Streptocarpus och familjen Gesneriaceae. Inga underarter finns listade i Catalogue of Life.